# Bosjön (Stora Skedvi socken, Dalarna, 669761-150526)
Bosjön är en sjö i Säters kommun i Dalarna och ingår i Dalälvens huvudavrinningsområde.